# Bison
El bisonte (del griego βίσων, bisōn, que significa «buey salvaje») es un mamífero bovino de gran tamaño, perteneciente al género Bison, dentro de la tribu Bovini. Actualmente se reconocen dos especies vivientes y numerosas especies extintas. El género también es conocido popularmente con el nombre de cíbolo.
De las dos especies supervivientes, el bisonte americano (B. bison), que se encuentra solo en América del Norte, es el más numeroso. Aunque coloquialmente se le llama búfalo en Estados Unidos y Canadá, solo está distantemente relacionado con los búfalos verdaderos (géneros Bubalus y Syncerus). La especie norteamericana se compone de dos subespecies: el bisonte de llanura (B. b. bison) y el bisonte de bosque (B. b. athabascae), generalmente más al norte. Una tercera subespecie, el bisonte oriental (B. b. pennsylvanicus) ya no se considera un taxón válido, siendo un sinónimo menor de B. b. bison. Las referencias históricas a "bisontes de los bosques" ("woods bison" o "wood bison") del Este de Estados Unidos se refieren a este animal sinónimo (y a su hábitat de bosque oriental), no a B. b. athabascae, que no se encontraba en la región. Su pariente europeo, el bisonte europeo (B. bonasus) o wisent —también llamado 'zubr' o coloquialmente 'búfalo europeo'— se encuentra en Europa y el Cáucaso, reintroducido después de haberse extinto en estado salvaje.
Aunque tradicionalmente las especies de bisontes se han clasificado en su propio género, la genética moderna indica que están anidadas dentro del género Bos, que incluye, entre otros, al ganado vacuno, los yaks y los gaures, estando más estrechamente relacionados con los yaks.
El género parece tener su origen en el sur de Asia durante el Plioceno, donde surgieron una serie de especies con formas gráciles, con patas largas, cabeza pequeña y joroba poco pronunciada, que luego se expandieron por el resto del continente y Europa. La aparición de formas robustas similares a las actuales se produjo en Asia Central durante las glaciaciones del Pleistoceno, las que al final de esta época saldrían desde Eurasia a colonizar América del Norte. Los cambios climáticos posteriores terminaron por extinguir a los bisontes de Asia (con la excepción del Cáucaso, donde sobrevivió una subespecie endémica hasta comienzos del siglo XX) y se creó una especie ramoneadora propia del bosque en Europa, el bisonte europeo (B. bonasus), y otra en América, el bisonte o búfalo americano (B. bison).
El género más próximo es Bos, con el que puede llegar a generar híbridos en cautividad como el beefalo (Bison sp. x Bos taurus) y el yakalo (Bison bison x Bos mutus). Las dos especies del género Bison también pueden cruzarse entre sí, generando normalmente individuos fértiles.

## Descripción

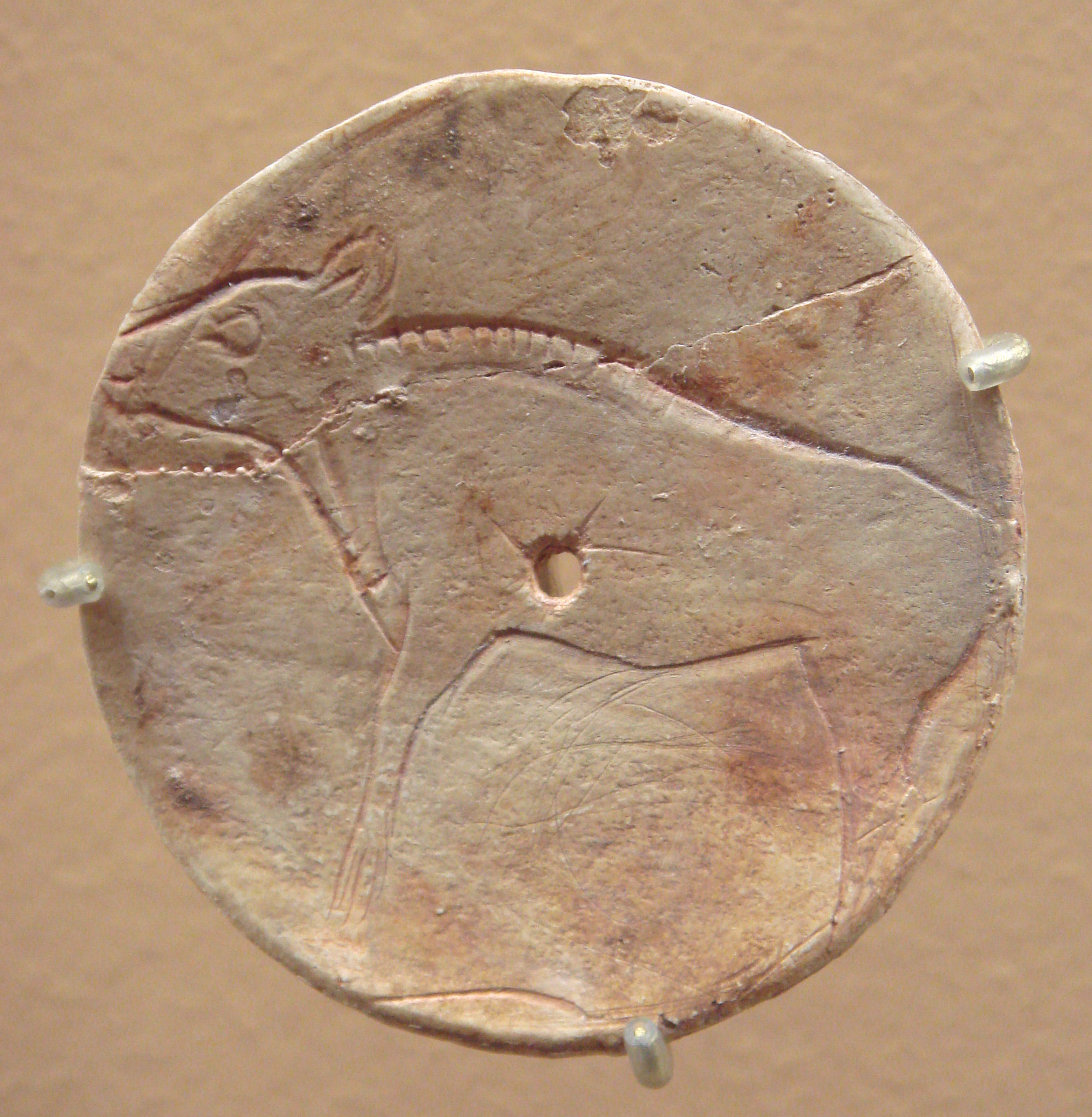
Bisonte Magdaleniense en placa, 17,000–9,000 AC, cueva de Bédeilhac, Ariège.

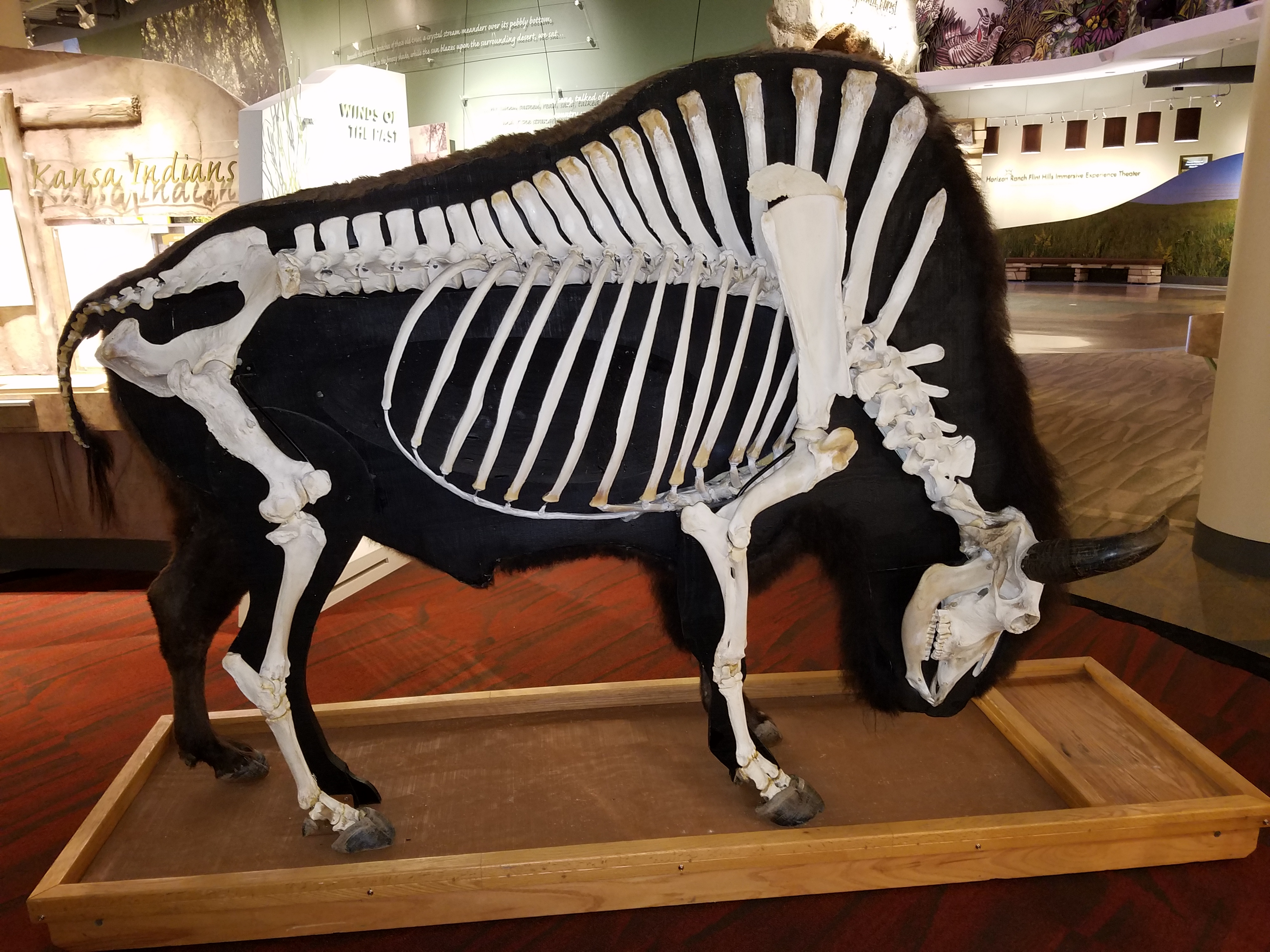
Exhibición de museo que muestra el esqueleto completo de un bisonte americano macho adulto.

El bisonte americano y el bisonte europeo (wisent) son los animales terrestres supervivientes más grandes de América del Norte y Europa, respectivamente. Son ungulados artiodáctilos (con pezuñas hendidas) típicos y tienen una apariencia similar a otros bovinos como el ganado vacuno y los búfalos verdaderos. Son anchos y musculosos, con pelajes hirsutos de pelo largo. Los adultos crecen hasta 2 metros (2,2 yd) de altura y 3,5 m (11' 54/5") de longitud en el caso del bisonte americano y hasta 2,1 m (6' 10,70") de altura y 2,9 m (9' 61/5") de longitud para el bisonte europeo. El bisonte americano puede pesar entre 400 y 1270 kilogramos (881,8 y 2799,9 lb) y el bisonte europeo puede pesar entre 800 y 1000 kg (1763,7 y 2204,6 lb). Los bisontes europeos tienden a ser más altos que los bisontes americanos.
Aunque superficialmente similares, existen diferencias físicas y de comportamiento entre el bisonte americano y el europeo. La especie americana tiene 15 costillas, mientras que el bisonte europeo tiene 14. El bisonte americano tiene cuatro vértebras lumbares, mientras que el europeo tiene cinco. (La diferencia en este caso es que lo que sería la primera vértebra lumbar tiene costillas adheridas en el bisonte americano y, por lo tanto, se cuenta como la 15.ª vértebra torácica, en comparación con las 14 vértebras torácicas del wisent.) Los bisontes americanos adultos son menos esbeltos y tienen patas más cortas. Los bisontes americanos tienden a pastar más y ramonear menos que sus parientes europeos. Sus anatomías reflejan esta diferencia de comportamiento; la cabeza del bisonte americano cuelga más baja que la del europeo. El cuerpo del bisonte americano es típicamente más peludo, aunque su cola tiene menos pelo que la del bisonte europeo. Los cuernos del bisonte europeo apuntan a través del plano de sus caras, lo que los hace más hábiles para luchar entrelazando los cuernos de la misma manera que el ganado doméstico, a diferencia del bisonte americano, que prefiere embestir. Los bisontes americanos son más fáciles de domesticar que sus primos europeos y se cruzan con ganado doméstico más fácilmente.
Las cualidades físicas características del bisonte le proporcionan ventajas para sobrevivir, como al encontrarse rodeado de nieve, utiliza su voluminosa cabeza para separarla y así encontrar el pasto o para abrirse paso. También es de los pocos animales, si no el único, que soporta las tormentas en lugar de huir de ellas. Esto era más ventajoso todavía cuando en el pasado migraba estacionalmente largas distancias, estando ahora sus desplazamientos limitados.

## Evolución e historia genética

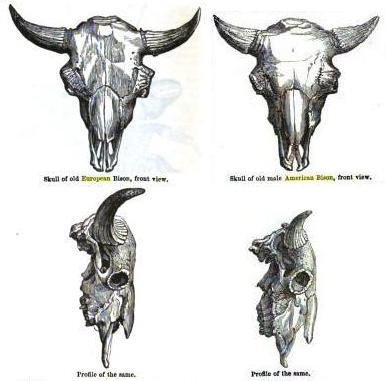
Cráneos de bisonte europeo (izquierda) y bisonte americano (derecha)

La tribu bovina (Bovini) se separó hace unos 5 a 10 millones de años en los búfalos (Bubalus y Syncerus) y un grupo que condujo a los bisontes y al ganado taurino. La evidencia genética del ADN nuclear indica que los parientes vivos más cercanos de los bisontes son los yaks, estando los bisontes anidados dentro del género Bos, lo que hace que Bos sin incluir a los bisontes sea parafilético. Mientras que el ADN nuclear indica que ambas especies de bisontes existentes son los parientes vivos más cercanos entre sí, el ADN mitocondrial del bisonte europeo está más estrechamente relacionado con el del ganado doméstico y los uros (mientras que el ADN mitocondrial del bisonte americano está estrechamente relacionado con el de los yaks). Se sugiere que esta discrepancia es el resultado de una clasificación incompleta del linaje o una introgresión antigua. Se cree ampliamente que los bisontes evolucionaron a partir de un linaje perteneciente al género extinto Leptobos durante el Plioceno tardío hasta el Pleistoceno temprano en Asia. Los miembros más tempranos del linaje de los bisontes, conocidos desde el Plioceno tardío hasta el Pleistoceno temprano del subcontinente indio (Bison sivalensis) y China (Bison palaeosinensis), hace aproximadamente 3,4-2,6 millones de años (Ma), se ubican en el subgénero Bison (Eobison). Los restos más antiguos de Eobison en Europa son los de Bison georgicus encontrados en Dmanisi, Georgia, datados alrededor de 1,76 Ma. Miembros más derivados del género se ubican en el subgénero Bison (Bison), que apareció por primera vez hacia finales del Pleistoceno temprano, alrededor de 1,2 Ma, con miembros tempranos del subgénero como el extendido Bison schoetensacki.
El bisonte de estepa (Bison priscus) apareció por primera vez durante mediados del Pleistoceno Medio en Eurasia oriental, y posteriormente se distribuyó ampliamente por Eurasia. Durante el Pleistoceno Medio tardío, hace unos 195.000-135.000 años, el bisonte de estepa migró a través del puente terrestre de Bering hacia América del Norte, convirtiéndose en el ancestro de las especies de bisontes norteamericanos, incluyendo el gran Bison latifrons y el más pequeño Bison antiquus, que se extinguió al final del Pleistoceno tardío. Se cree que el bisonte americano moderno evolucionó a partir de B. antiquus durante la transición del Pleistoceno tardío al Holoceno a través de la forma intermedia Bison occidentalis. El bisonte europeo, Bison bonasus, apareció por primera vez en Europa durante el Pleistoceno Medio tardío, donde coexistió en simpatría con el bisonte de estepa. Su relación con otras especies de bisontes extintas no está clara, aunque parece estar solo distantemente relacionado con los bisontes de estepa y americanos, con posiblemente algún mestizaje entre los dos linajes durante el Pleistoceno Medio. El bisonte de estepa sobrevivió hasta principios o mediados del Holoceno en Alaska-Yukon y Siberia oriental, antes de extinguirse.
En 2021, la American Society of Mammalogists consideró a Bison como un subgénero y volvió a colocar ambas especies de bisonte en Bos.
Relaciones de los bovinos basadas en ADN nuclear, según Sinding, et al. 2021.
|  | Bos mutus (yak salvaje)                                                                                    |
|  | |
|  | \| \| Bison bison (Bisonte americano) \| \| \| \| \| \| Bison bonasus (Bisonte europeo/wisent) \| \| \| \| |
|  | |
|  | Bison bison (Bisonte americano)                                                                            |
|  | |
|  | Bison bonasus (Bisonte europeo/wisent)                                                                     |
|  | |

|  | Bison bison (Bisonte americano)        |
|  |                                        |
|  | Bison bonasus (Bisonte europeo/wisent) |
|  |                                        |

|  | Bos javanicus (banteng) |
|  |                         |
|  | Bos gaurus (gaur)       |
|  |                         |
|  | Bos sauveli (kouprey)   |
|  |                         |

|  | Bos mutus (yak salvaje)                                                                                    |
|  | |
|  | \| \| Bison bison (Bisonte americano) \| \| \| \| \| \| Bison bonasus (Bisonte europeo/wisent) \| \| \| \| |
|  | |
|  | Bison bison (Bisonte americano)                                                                            |
|  | |
|  | Bison bonasus (Bisonte europeo/wisent)                                                                     |
|  | |

|  | Bison bison (Bisonte americano)        |
|  |                                        |
|  | Bison bonasus (Bisonte europeo/wisent) |
|  |                                        |

|  | Bos javanicus (banteng) |
|  |                         |
|  | Bos gaurus (gaur)       |
|  |                         |
|  | Bos sauveli (kouprey)   |
|  |                         |

|  | Bos mutus (yak salvaje)                                                                                    |
|  | |
|  | \| \| Bison bison (Bisonte americano) \| \| \| \| \| \| Bison bonasus (Bisonte europeo/wisent) \| \| \| \| |
|  | |
|  | Bison bison (Bisonte americano)                                                                            |
|  | |
|  | Bison bonasus (Bisonte europeo/wisent)                                                                     |
|  | |

|  | Bison bison (Bisonte americano)        |
|  |                                        |
|  | Bison bonasus (Bisonte europeo/wisent) |
|  |                                        |

|  | Bos javanicus (banteng) |
|  |                         |
|  | Bos gaurus (gaur)       |
|  |                         |
|  | Bos sauveli (kouprey)   |
|  |                         |

|  | Bos mutus (yak salvaje)                                                                                    |
|  | |
|  | \| \| Bison bison (Bisonte americano) \| \| \| \| \| \| Bison bonasus (Bisonte europeo/wisent) \| \| \| \| |
|  | |
|  | Bison bison (Bisonte americano)                                                                            |
|  | |
|  | Bison bonasus (Bisonte europeo/wisent)                                                                     |
|  | |

|  | Bison bison (Bisonte americano)        |
|  |                                        |
|  | Bison bonasus (Bisonte europeo/wisent) |
|  |                                        |

|  | Bos javanicus (banteng) |
|  |                         |
|  | Bos gaurus (gaur)       |
|  |                         |
|  | Bos sauveli (kouprey)   |
|  |                         |

## Comportamiento

Un grupo de imágenes de Eadweard Muybridge, animadas para ilustrar el movimiento del bisonte.

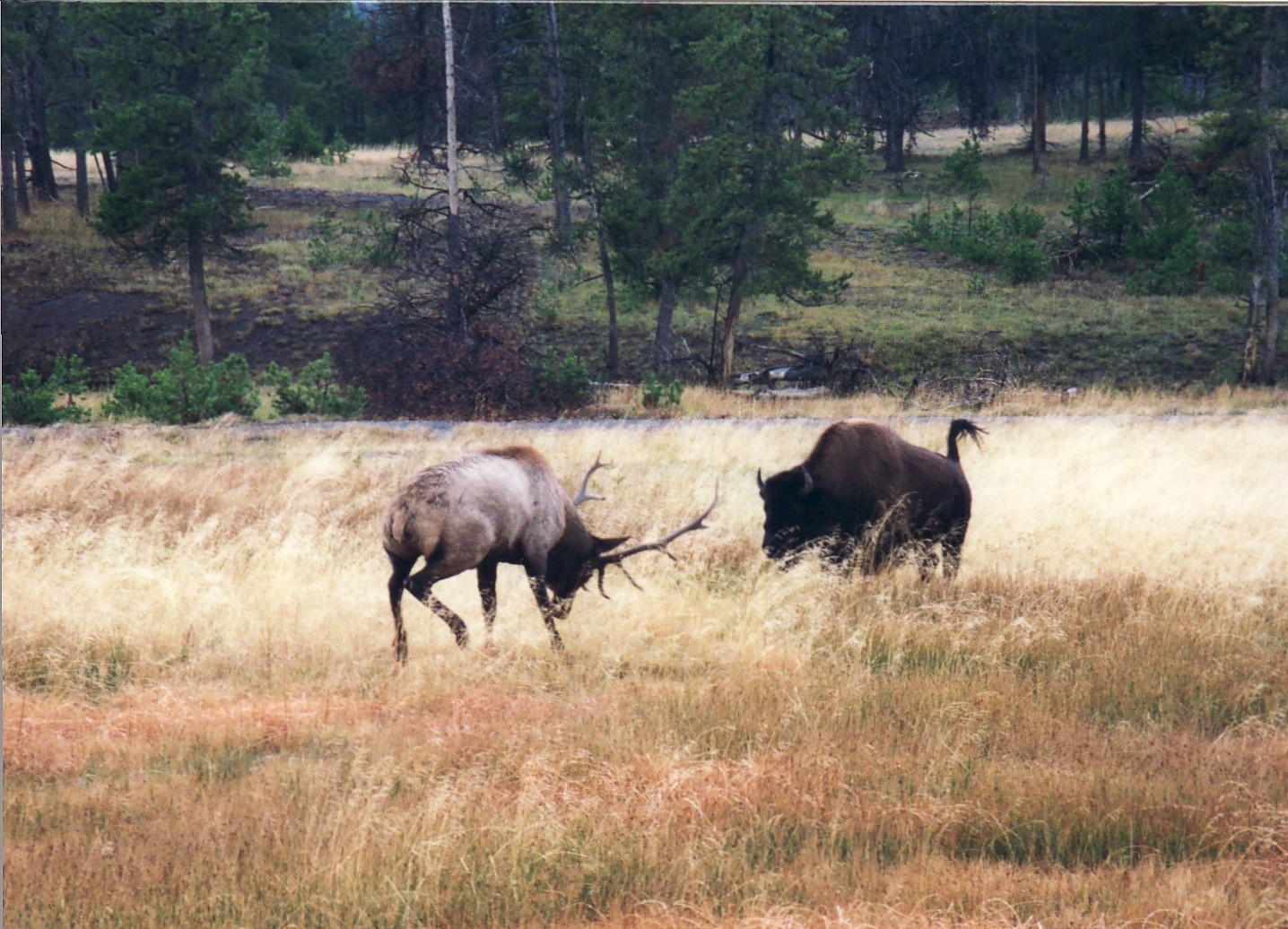
Un bisonte carga contra un wapití en el parque nacional de Yellowstone.

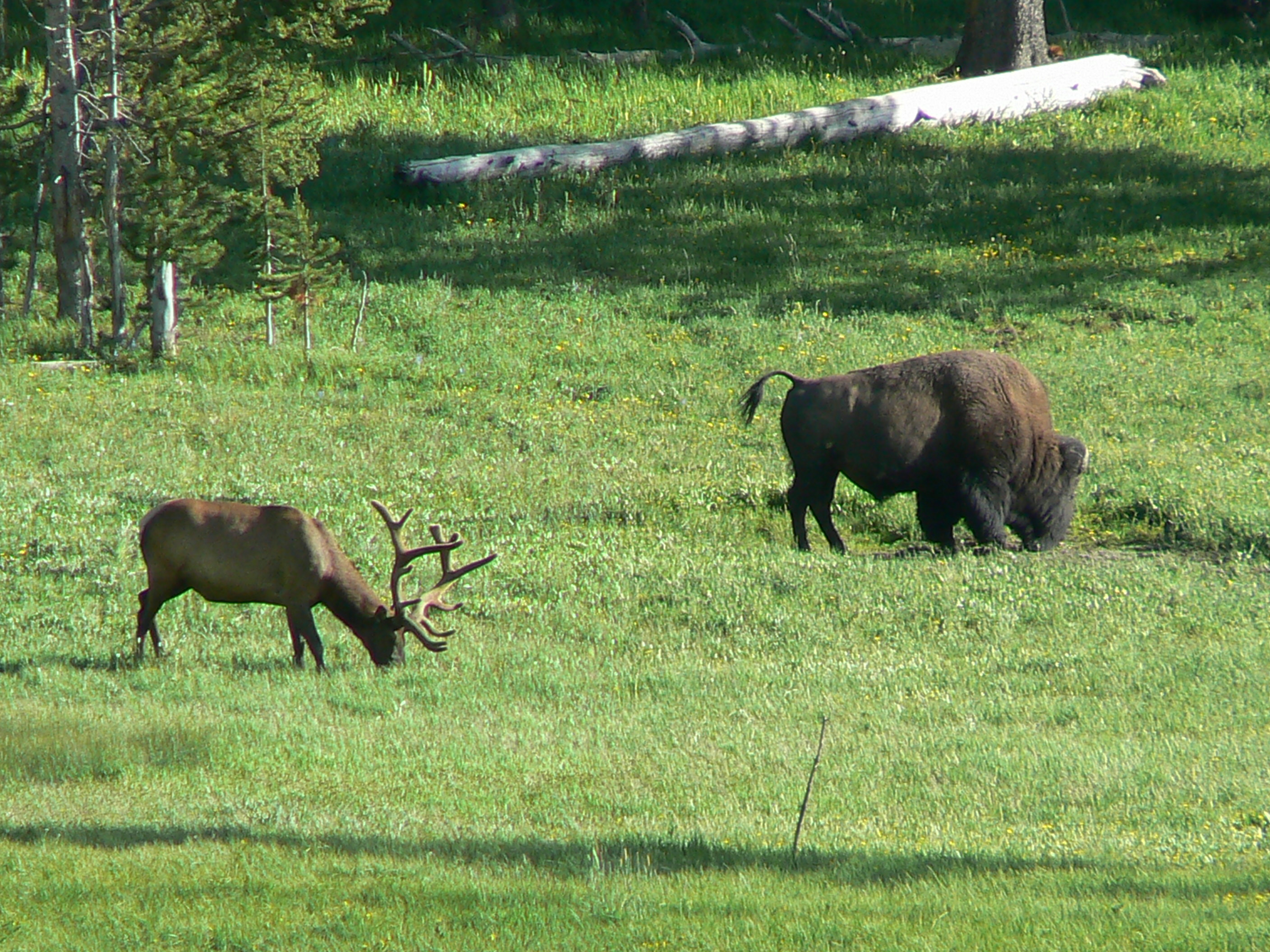
Un bisonte y un wapití macho pastando juntos en el parque nacional de Yellowstone.

Los bisontes son pastadores nómadas y viajan en manadas. Los machos abandonan las manadas de hembras a los dos o tres años de edad y se unen a una manada de machos, que suelen ser más pequeñas que las manadas de hembras. Los machos maduros rara vez viajan solos. Hacia el final del verano, para la temporada reproductiva, los sexos se mezclan necesariamente.
Revolcarse es un comportamiento común de los bisontes. Un revolcadero de bisonte es una depresión poco profunda en el suelo, ya sea húmeda o seca. Los bisontes ruedan en estas depresiones, cubriéndose de barro o polvo. Las posibles explicaciones sugeridas para el comportamiento de revolcarse incluyen el acicalamiento asociado con la muda, la interacción macho-macho (típicamente comportamiento de celo), el comportamiento social para la cohesión del grupo, el juego, el alivio de la irritación de la piel debido a insectos picadores, la reducción de la carga de ectoparásitos (garrapatas y piojos) y la termorregulación. En el proceso de revolcarse, los bisontes pueden infectarse con la enfermedad fatal del ántrax (carbunco), que puede ocurrir naturalmente en el suelo.
El temperamento del bisonte es a menudo impredecible. Suelen parecer pacíficos, despreocupados o incluso perezosos, pero pueden atacar sin previo aviso ni motivo aparente. Pueden moverse a velocidades de hasta 56 km/h (34,8 mph) y cubrir largas distancias a un galope pesado.
Sus armas más obvias son los cuernos que portan tanto machos como hembras, pero sus enormes cabezas pueden usarse como arietes, utilizando eficazmente el impulso producido por lo que es un peso típico de 900 a 1200 kilogramos (1984 a 2646 lb) moviéndose a 50 km/h (31,1 mph). Las patas traseras también pueden usarse para matar o mutilar con un efecto devastador. En palabras de los primeros naturalistas, eran animales peligrosos y salvajes que no temían a ningún otro animal y, en óptimas condiciones, podían vencer a cualquier enemigo excepto a un oso pardo o una manada de lobos.
La temporada de celo, o apareamiento, dura de junio a septiembre, con máxima actividad en julio y agosto. En este momento, los machos mayores se reincorporan a la manada y a menudo se producen peleas entre ellos. La manada muestra mucha inquietud durante la temporada de cría. Los animales son beligerantes, impredecibles y muy peligrosos.

## Hábitat
El bisonte americano vive en valles fluviales y en praderas y llanuras. El hábitat típico son pastizales abiertos o semiabiertos, así como zonas de artemisa, tierras semiáridas y matorrales. Históricamente, también se sabe que algunas áreas ligeramente boscosas han albergado bisontes. También pastan en áreas montañosas o accidentadas donde las pendientes no son pronunciadas. Aunque no se les conoce particularmente como animales de gran altitud, los bisontes de la manada de bisontes del parque de Yellowstone se encuentran frecuentemente en elevaciones superiores a los 8000 pies (2438 m). La manada de bisontes de las Montañas Henry se encuentra en las llanuras alrededor de las Montañas Henry, Utah, así como en los valles montañosos de las Montañas Henry hasta una altitud de 10 000 pies (3048 m).
El bisonte europeo vive más comúnmente en áreas ligeramente boscosas o completamente boscosas, así como en áreas con mayor presencia de arbustos y matorrales. A veces también se pueden encontrar bisontes europeos viviendo en pastizales y llanuras.

### Restricciones
En la mayor parte de su área de distribución histórica, los terratenientes han buscado restricciones para los bisontes en libertad. Las manadas en terrenos privados deben estar cercadas.
En el estado de Montana, los bisontes en libertad en terrenos públicos son abatidos legalmente, debido a la transmisión de enfermedades al ganado y daños a la propiedad pública.
En 2013, se propusieron y aprobaron medidas legislativas en Montana relativas al bisonte, pero las tribus nativas americanas se opusieron porque invadían los derechos tribales soberanos. Tres de estos proyectos de ley fueron vetados por Steve Bullock, el gobernador de Montana. La situación del bisonte sigue siendo un tema de controversia entre las tribus nativas americanas y los terratenientes privados.

## Dieta
Los bisontes son rumiantes, capaces de fermentar la celulosa en un estómago especializado antes de la digestión. Antiguamente se pensaba que los bisontes consumían casi exclusivamente gramíneas y ciperáceas, pero ahora se sabe que consumen una amplia variedad de plantas, incluidas plantas leñosas y eudicotiledóneas herbáceas. A lo largo del año, los bisontes cambian las plantas que seleccionan en su dieta basándose en qué plantas tienen las mayores concentraciones de proteína o energía en un momento dado y consumirán de manera fiable las mismas especies de plantas año tras año. Las concentraciones de proteína de las plantas que comen tienden a ser más altas en primavera y disminuyen posteriormente, alcanzando su nivel más bajo en invierno. En el parque nacional de Yellowstone, los bisontes ramoneaban sauces y álamos, no solo en invierno cuando pocas otras plantas están disponibles, sino también en verano. Se cree que los bisontes migran para optimizar su dieta, y concentrará su alimentación en áreas recientemente quemadas debido al forraje de mayor calidad que vuelve a crecer después del incendio. Los wisents tienden a ramonear arbustos y árboles de ramas bajas con más frecuencia que los bisontes americanos, que prefieren la hierba a los arbustos y árboles.

## Reproducción

Un ternero de bisonte descansando con su madre.

Las hembras de bisonte ("vacas") suelen reproducirse después de los tres años de edad y pueden continuar más allá de los 19 años. Las vacas producen terneros anualmente siempre que su nutrición sea suficiente, pero no después de años en los que el aumento de peso es bajo. La reproducción depende de la masa y la edad de la vaca. Las vacas más pesadas producen terneros más pesados (pesados en otoño al destete), y los pesos de los terneros son menores para las vacas mayores (después de los 8 años).

## Depredadores

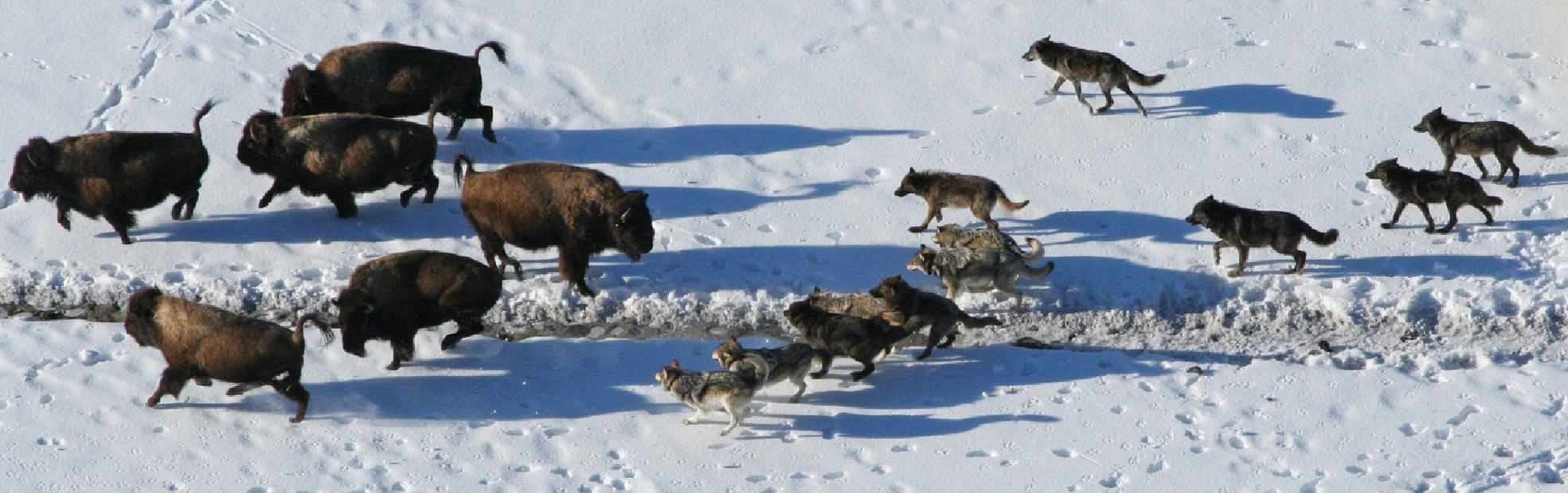
Lobos cazando bisontes en el parque nacional de Yellowstone.

Debido a su tamaño, los bisontes tienen pocos depredadores. Cinco excepciones son los humanos, los lobos grises, los pumas, los osos grizzly y los coyotes. Los lobos generalmente derriban a un bisonte en manada, pero se han reportado casos de un solo lobo matando bisontes. Los osos grizzly también consumen bisontes, a menudo ahuyentando a la manada y consumiendo la presa de los lobos. Los osos grizzly y los coyotes también depredan terneros de bisonte. Histórica y prehistóricamente, leónes, leones de las cavernas, tigres, lobos gigantes, Smilodon, Homotherium, hienas de las cavernas y neandertales representaban amenazas para los bisontes.

## Infecciones y enfermedades
Para el bisonte americano, una enfermedad principal es la fiebre catarral maligna, aunque la brucelosis es una preocupación seria en la manada de bisontes del parque de Yellowstone. Los bisontes en la manada de bisontes de Antelope Island son vacunados regularmente contra la brucelosis, parásitos, infección por Clostridium, rinotraqueítis infecciosa bovina y vibriosis bovina.
Las principales enfermedades en el bisonte europeo son la glosopeda (fiebre aftosa) y la balanopostitis. La endogamia de una población pequeña juega un papel en varios defectos genéticos y reduce la inmunidad a las enfermedades, lo que representa un mayor riesgo para la población.

## Nombre y etimología
El nombre 'bisonte' se usó por primera vez para la especie europea. Los autores de la Antigua Grecia, Pausanias y Opiano, en el siglo II d. C., escribieron sobre ellos en griego como βίσων bisōn; también lo hicieron los autores de la Antigua Roma, Plinio el Viejo y Gayo Julio Solino (como latín bĭson). El nombre germánico 'wisent' es un cognado, lo que significa que las dos palabras comparten un origen común. El latín bĭson fue convertido en nombre de género por Charles Hamilton Smith en 1827.
Aunque llamado "buffalo" (búfalo) en inglés americano, solo están distantemente relacionados con los dos "búfalos verdaderos", el búfalo de agua asiático y el búfalo africano. Samuel de Champlain aplicó el término francés buffle al bisonte en 1616 (publicado en 1619), después de ver pieles y un dibujo que le mostraron miembros de la Nipissing First Nation, quienes dijeron que viajaban 40 días (desde el este del lago Hurón) para comerciar con otra nación que cazaba los animales. Aunque "bisonte" podría considerarse científicamente más correcto, "búfalo" también se considera correcto como resultado del uso estándar en inglés americano, y figura en muchos diccionarios como un nombre aceptable para el búfalo americano o bisonte. "Buffalo" tiene una historia mucho más larga que "bison", que se registró por primera vez en 1774. En español, el término cíbolo también se utiliza, derivado del nombre que le daban los exploradores españoles.

## El bisonte y la cultura humana

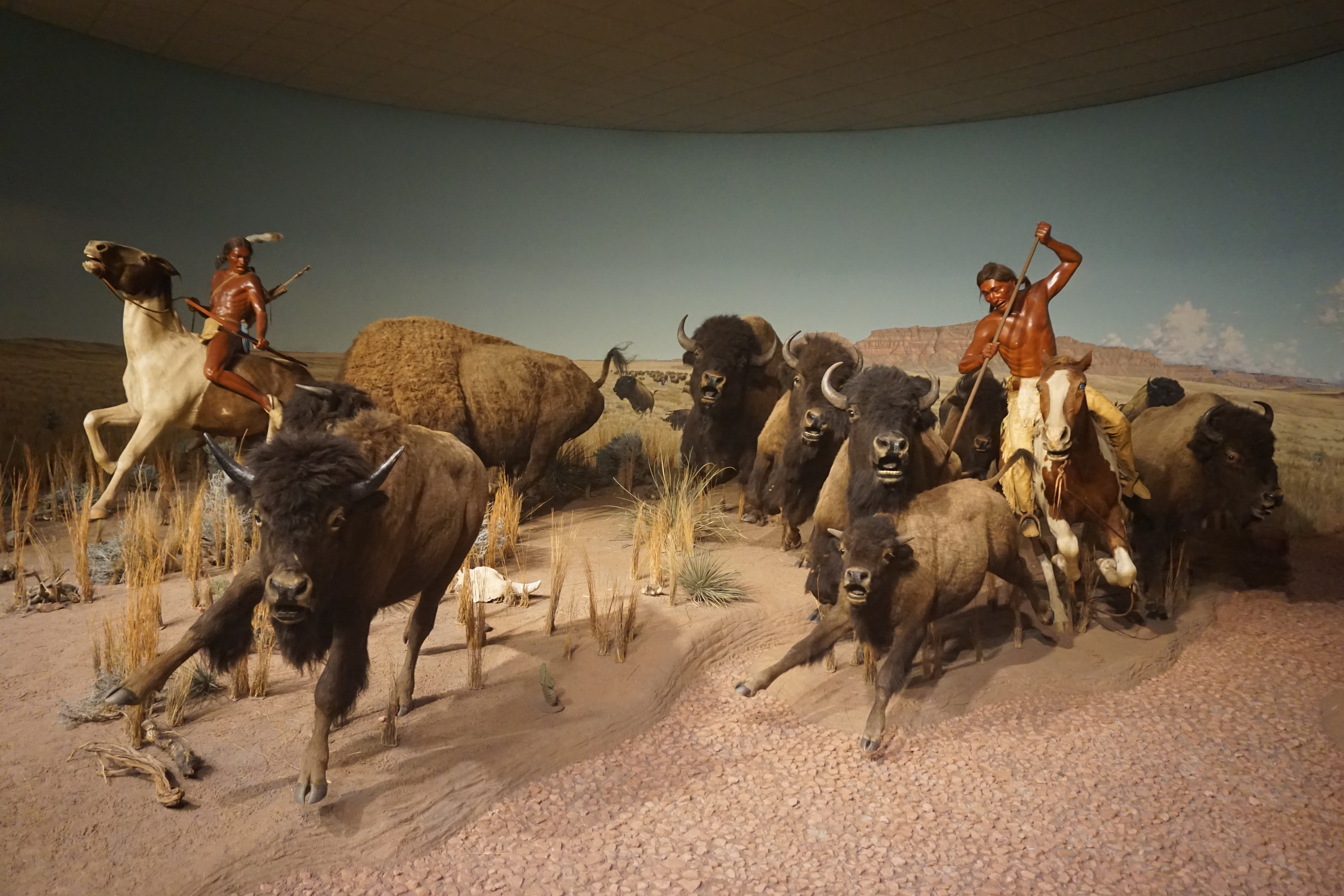
Foto de un diorama de Caza de Bisontes por Nativos Americanos ubicado en el Museo Público de Milwaukee en Wisconsin.

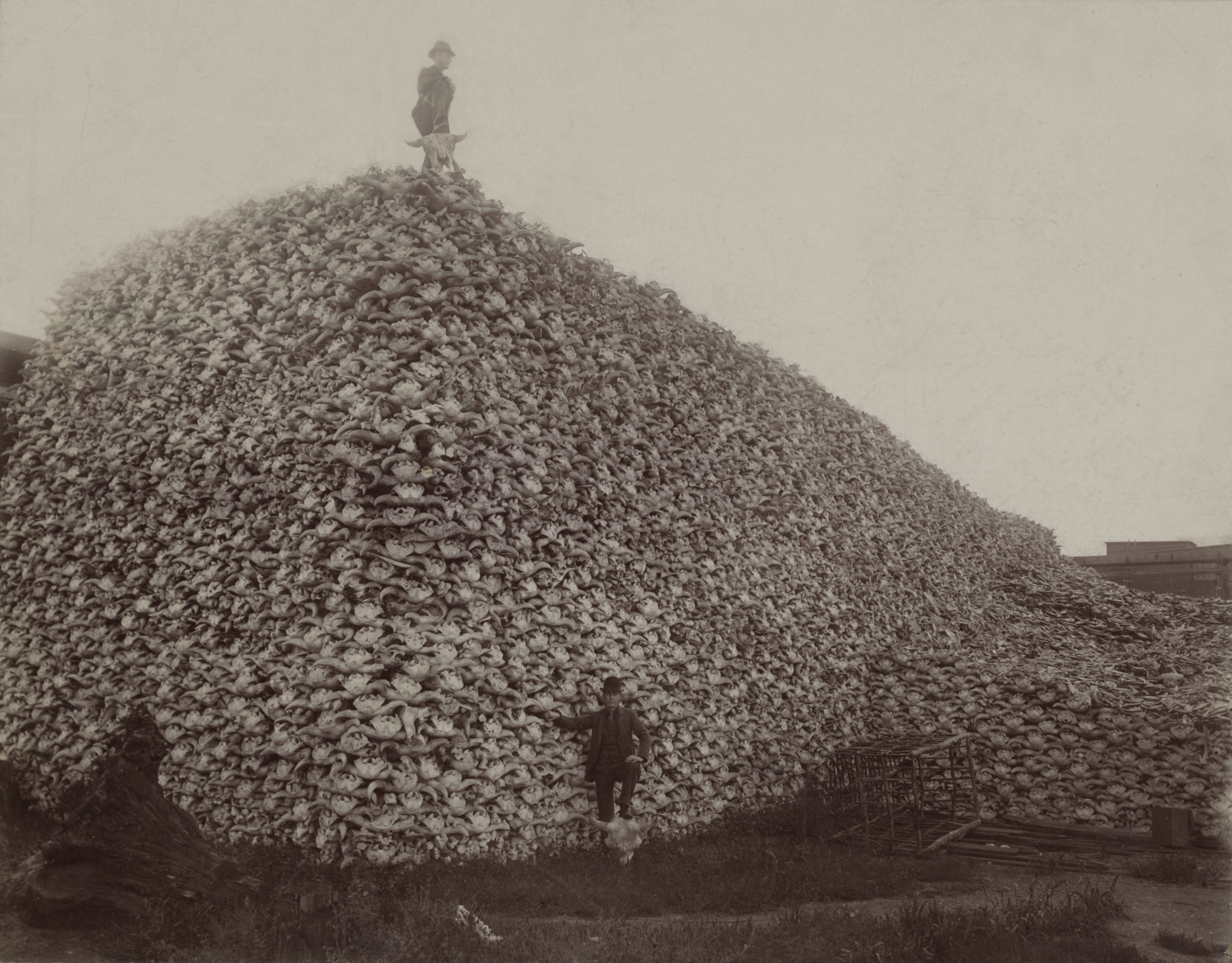
Foto de 1892 de una pila de cráneos de bisonte americano esperando ser molidos para fertilizante.

El bisonte fue un recurso significativo para los pueblos indígenas de América del Norte para la alimentación y materias primas hasta casi su extinción a finales del siglo XIX. Para los pueblos indígenas de las Llanuras, era su principal fuente de alimento. Los nativos americanos valoraban mucho su relación con el bisonte y lo veían como sagrado, tratándolo con respeto para asegurar su abundancia y longevidad. En su biografía, el maestro y anciano Lakota John Fire Lame Deer describe la relación así:

El búfalo nos dio todo lo que necesitábamos. Sin él no éramos nada. Nuestros tipis estaban hechos de su piel. Su cuero era nuestra cama, nuestra manta, nuestro abrigo de invierno. Era nuestro tambor, latiendo durante la noche, vivo, sagrado. De su piel hacíamos nuestras bolsas de agua. Su carne nos fortalecía, se convertía en carne de nuestra carne. No se desperdiciaba ni la parte más pequeña. Su estómago, con una piedra al rojo vivo dentro, se convertía en nuestra olla de sopa. Sus cuernos eran nuestras cucharas, los huesos nuestros cuchillos, las leznas y agujas de nuestras mujeres. De sus tendones hacíamos las cuerdas de nuestros arcos y el hilo. Sus costillas se convertían en trineos para nuestros hijos, sus pezuñas en sonajeros. Su poderoso cráneo, con la pipa apoyada en él, era nuestro altar sagrado. El nombre del más grande de todos los Sioux era Tatanka Iyotake—Toro Sentado. Cuando mataron al búfalo también mataron al indio—el indio real, natural, "salvaje".

Los colonos europeos fueron casi exclusivamente responsables de la casi extinción del bisonte americano en el siglo XIX. A principios de siglo, decenas de millones de bisontes vagaban por América del Norte. Los colonos masacraron aproximadamente 50 millones de bisontes durante el siglo XIX, aunque las causas del declive y las cifras de muertes son objeto de disputa y debate. Los ferrocarriles anunciaban la "caza por tren", donde los trenes encontraban grandes manadas junto a las vías o cruzándolas. Los hombres a bordo disparaban desde el techo o las ventanas del tren, dejando incontables animales pudriéndose donde morían. Esta caza excesiva fue motivada en parte por el deseo del gobierno de EE. UU. de limitar el alcance y el poder de los indígenas de las llanuras cuyas dietas y culturas dependían de las manadas de búfalos. La caza excesiva del bisonte redujo su población a unos pocos cientos.
El punto más bajo del bisonte americano llegó en 1889, con una población estimada de solo 1.091 animales (tanto salvajes como cautivos). Los intentos de repoblación mediante la protección forzada de manadas gubernamentales y la ganadería extensiva comenzaron en 1910 y han continuado (con excelente éxito) hasta el día de hoy, con algunas salvedades. La cría extensiva ha aumentado la población de bisontes a casi 150.000, y oficialmente ya no se considera una especie en peligro de extinción. Sin embargo, desde un punto de vista genético, la mayoría de estos animales son en realidad híbridos con ganado doméstico y solo dos poblaciones en el parque nacional de Yellowstone en los Estados Unidos y el parque nacional Elk Island en Canadá permanecen como bisontes genéticamente puros. Estos animales genéticamente puros representan solo ~5% de la población actual de bisontes americanos, lo que refleja la pérdida de la mayor parte de la diversidad genética de la especie.
También existen manadas remanentes de bisontes americanos de raza pura en tierras públicas de América del Norte. Además de Yellowstone y Elk Island, se encuentran manadas importantes en el parque nacional Wind Cave en Dakota del Sur, el parque estatal Blue Mounds en Minnesota, y el parque nacional Grasslands en Saskatchewan. En 2015, se identificó una manada de raza pura de 350 individuos en tierras públicas en las Montañas Henry del sur de Utah mediante pruebas genéticas de ADN mitocondrial y nuclear. Este estudio, publicado en 2015, también mostró que la manada de bisontes de las Montañas Henry estaba libre de brucelosis, una enfermedad bacteriana importada con ganado doméstico no nativo a América del Norte.
El bisonte de bosque figura en la lista de especies en peligro de extinción en Canadá y figura como amenazado en los Estados Unidos, aunque los criadores de beefalo han hecho numerosos intentos para eliminarlo por completo de la Lista de Especies en Peligro.
El wisent (bisonte europeo) en parte debe su supervivencia al desastre de Chernóbil, ya que la Zona de exclusión de Chernóbil se ha convertido en una especie de reserva de vida silvestre para el wisent y otra megafauna rara como el caballo de Przewalski, aunque la caza furtiva se ha convertido en una amenaza en el siglo XXI. El bisonte americano de llanura ya no figura como en peligro, pero esto no significa que la especie esté segura. Los B. b. bison genéticamente puros actualmente suman solo unos 20.000, separados en manadas fragmentadas, todas las cuales requieren medidas activas de conservación.
A julio de 2015, se estimaba que 4.900 bisontes vivían en el parque nacional de Yellowstone, la mayor población de bisontes de EE. UU. en terrenos públicos. Durante 1983–1985, los visitantes experimentaron 33 lesiones relacionadas con bisontes (rango = 10–13/año), por lo que el parque implementó campañas educativas. Después de años de éxito, ocurrieron cinco lesiones asociadas con encuentros con bisontes en 2015, porque los visitantes no mantuvieron la distancia requerida de 75 pies (23 m) de los bisontes mientras caminaban o tomaban fotografías.

## Hibridación y genética
Durante el cuello de botella poblacional causado por la gran matanza de bisontes americanos en el siglo XIX, el número de bisontes que quedaron vivos en América del Norte disminuyó hasta 541. Durante ese período, un puñado de rancheros reunió restos de las manadas existentes para salvar a la especie de la extinción. Estos rancheros cruzaron algunos de los bisontes con ganado vacuno en un esfuerzo por producir "cattleo" (hoy llamado "beefalo"). También se sabe que ocurrieron cruces accidentales. Generalmente, los toros domésticos machos se cruzaban con vacas bisonte, produciendo descendencia de la cual solo las hembras eran fértiles. Los animales cruzados no demostraron ninguna forma de vigor híbrido, por lo que se abandonó la práctica. Los híbridos wisent-bisonte americano se experimentaron brevemente en Alemania (y se descubrió que eran completamente fértiles) y se mantiene una manada de tales animales en Rusia. Se mantiene una manada de cruces de ganado-wisent (zubron) en Polonia. Los cruces de primera generación no ocurren naturalmente, requiriendo parto por cesárea. Los machos de primera generación son infértiles. La U.S. National Bison Association ha adoptado un código de ética que prohíbe a sus miembros cruzar deliberadamente bisontes con cualquier otra especie. En Estados Unidos, muchos rancheros ahora están utilizando pruebas de ADN para eliminar la genética residual del ganado de sus manadas de bisontes. La proporción de ADN bovino que se ha medido en individuos introgresados y manadas de bisontes hoy en día es típicamente bastante baja, oscilando entre 0,56 y 1,8%.

## Nutrición
El bisonte es una excelente fuente de proteína completa y una fuente rica (20% o más del Valor Diario, VD) de múltiples vitaminas, incluyendo riboflavina, niacina, vitamina B6 y vitamina B12, y también es una fuente rica de minerales, incluyendo hierro, fósforo y zinc. Además, el bisonte es una buena fuente (10% o más del VD) de tiamina.

## Ganadería

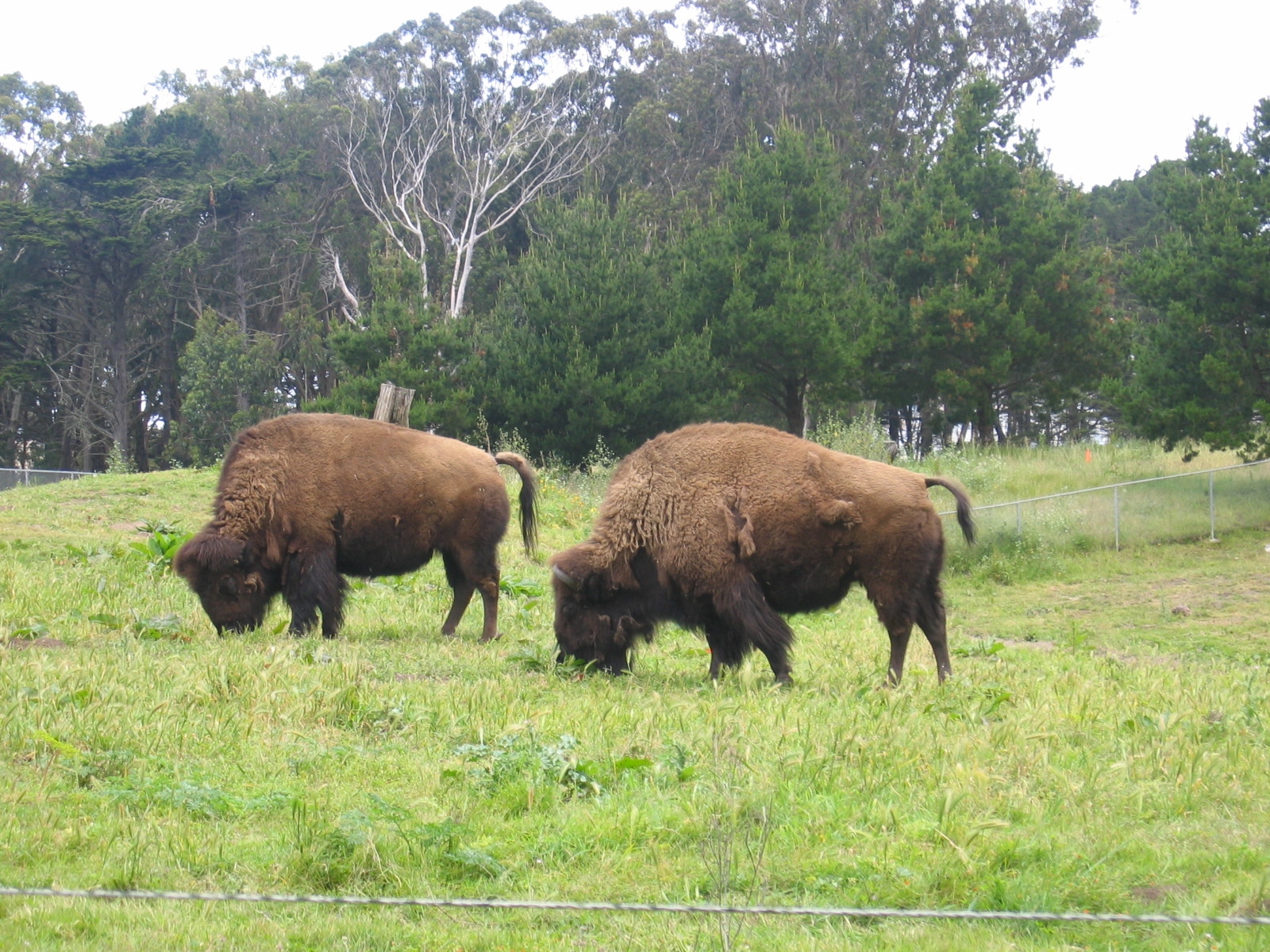
Bisontes americanos de bosque (B. b. athabascae) en California.

Los relatos más antiguos plausibles de bisontes cautivos son los del zoológico de Tenochtitlan, la capital del Imperio azteca, que albergaba un animal que los españoles llamaban "el toro mexicano". En 1552, Francisco López de Gómara describió a los indios de las llanuras pastoreando y guiando bisontes como ganado en su controvertido libro, Historia general de las Indias. Gómara, que nunca visitó las Américas, probablemente malinterpretó los primeros relatos etnográficos como la relación pastoril más familiar del Viejo Mundo. Hoy en día, los bisontes se crían cada vez más para obtener carne, cuero y productos de lana. La mayoría de los bisontes del mundo se crían para consumo humano o para ropa de piel. La carne de bisonte generalmente se considera de sabor muy similar a la de res, pero es más baja en grasa y colesterol, aunque más alta en proteínas que la carne de res. Incluso existe un mercado para la carne de bisonte kosher; estos bisontes se sacrifican en uno de los pocos mataderos de mamíferos kosher en EE. UU. y Canadá, y la carne se distribuye luego en todo el mundo. Se han publicitado los beefalo como una raza híbrida entre bisonte y ganado, pero muchos beefalos, incluida la manada fundadora original de la raza, no tienen ascendencia de bisonte detectable.
En América, la industria comercial del bisonte ha tardado en desarrollarse a pesar de individuos, como Ted Turner, que han comercializado la carne de bisonte durante mucho tiempo. En la década de 1990, Turner tuvo un éxito limitado con restaurantes para cortes de carne de alta calidad, que incluyen filetes y lomo de bisonte. Los cortes de menor calidad adecuados para hamburguesas y hot dogs han sido descritos como "casi inexistentes". Esto creó un problema de marketing para la cría comercial porque la mayor parte de la carne utilizable, alrededor de 400 libras (unos 180 kg) por cada bisonte, es adecuada para estos productos. En 2003, el Departamento de Agricultura de los Estados Unidos compró $10 millones en excedentes congelados para salvar la industria, que luego se recuperaría mediante un mejor uso del marketing al consumidor. Los restaurantes han jugado un papel en la popularización de la carne de bisonte, como Ted's Montana Grill, que añadió bisonte a sus menús. Ruby Tuesday ofreció bisonte por primera vez en sus menús en 2005.
En Canadá, la cría comercial de bisontes comenzó a mediados de la década de 1980, con un número desconocido de animales entonces. El primer censo de bisontes se realizó en 1996, registrando 45.235 bisontes en 745 granjas, y creció a 195.728 bisontes en 1.898 granjas para el censo de 2006.
Varias compañías de alimentos para mascotas utilizan bisonte como alternativa de carne roja en alimentos para perros. Las compañías que producen estas fórmulas incluyen Natural Balance Pet Foods, Freshpet, the Blue Buffalo Company, Solid Gold, Canidae y Taste of the Wild (hecho por Diamond Pet Foods, Inc., propiedad de Schell and Kampeter, Inc.).

## Especies

### Fósiles
- Bison latifrons †
- Bison antiquus † [74]
- Bison occidentalis †
- Bison shoetensaki † (También escrito B. schoetensacki)
- Bison voigdtedtensis † (También escrito B. voigtstedtensis)
- Bison priscus † (Bisonte de estepa)
- Bison menneri †
- Bison palaeosinensis †
- Bison sivalensis †
- Bison georgicus †
- Bison degiulii †
- Bison hanaizumiensis †
- Bison tamanensis †

### Actuales
- Bison bison - Bisonte americano
  - Bison bison bison - Bisonte americano de llanura
  - Bison bison athabascae - Bisonte americano de bosque
- Bison bonasus - Bisonte europeo o wisent
  - Bison bonasus bonasus - Bisonte europeo de llanura
  - Bison bonasus caucasicus - Bisonte del Cáucaso († extinto, 1927 o 1930)
  - Bison bonasus hungarorum - Bisonte húngaro o de los Cárpatos († extinto, 1790)